# Dicranomyia (Dicranomyia) floridana
Dicranomyia (Dicranomyia) floridana is een tweevleugelige uit de familie steltmuggen (Limoniidae). De soort komt voor in het Nearctisch gebied.